# Severo de Nápoles
Severo de Nápoles (en italiano: San Severo di Napoli) fue obispo de Nápoles entre los Siglos IV y V. Es considerado el duodécimo obispo  de Nápoles, sucediendo a Maximus. Su episcopado duró entre febrero del 363 al 29 de abril del año 409, la fecha tradicional de su muerte. Maximus es de hecho considerado el 10.º obispo por la Iglesia católica; entre los episcopados de Maximus y Severo, se encuentra el episcopado de Zosimus, quien era ariano  y por esta razón es considerado hereje por la Iglesia Católica.
Severo fue amigo de San Ambrosio, con quien se conoció en el Concilio de Capua del 392.
Es considerado el autor de la construcción del Battistero di San Giovanni en Fonte, asociado con la basílica de Santa Restituta.
Severo también impulsó la construcción de la Basílica de San Fortunato, extramuros de la ciudad, a la cual fueron trasladadas las reliquias de su predecesor, Maximus.
También se le atribuye la primera traslación del cuerpo de San Jenaro desde Pozzuoli a Nápoles, hecho que ocurrió en el año 367. Según una hagiografía temprana, las reliquias de Jenaro fueron transferidas por orden de Severo a las actuales Catacumbas de San Genaro extramuros.

## Veneración
Sus reliquias fueron trasladadas desde el Battistero di Napoli al distrito conocido como Rione Sanità en el siglo IX, que luego se comvirtieron en las actuales Catacumbas de San Gennaro. En el año 1310, el Arzobispo Umberto d'Ormont (Uberto d'Ormont), quién había servido como abad de la Basílica de San Severo, colocó las reliquias de Severo en el Altar Mayor de San Severo y se mandó construir un ciborio de màrmol, el cual ha sido atribuido a Tino da Camaino.
El Calendario de Mármol de Nápoles, esculpido en el siglo IX y preservado en la Catedral de Nápoles, lista la fiesta de San Severo el 29 de abril, fecha en la que aparece en el martirologio Romano.
Una historia legendaria, escrita alrededor del siglo X, cuenta que Severo trajo a un hombre de la muerte. Su viuda e hijos quedaron desprotegidos e iban a ser vendidos como esclavos, debido a una deuda que el hombre había contraído en vida y que les querían cobrar usureramente. Los hechos son estos: un hombre de Nápoles un día fue a un establecimiento de baños y olvidó el pago por el servicio, que era un huevo. El hombre prometió pagar el baño después, pero desafortunadamente murió días más tarde. Eel dueño del baño reclamó a la viuda una cantidad de dinero inmensa que según él, le había prometido el difunto. Un juez ordenó que la mujer y sus niños fueran vendidos como esclavos debido a que no podían pagar. La viuda entonces acudió a San Severo pidiendo auxilio, el cual declaró que “el hombre muerto dará la evidencia.” La ciudad se reunió junto a la tumba del hombre y Severo preguntó al hombre muerto para que conteste con la verdad, sobre cuánto debía de pagar por el baño. El cadáver entonces abrió sus ojos, y manteniéndose en pie dijo “debo sí, pero un huevo”. Entonces cayó de nuevo otra vez. La multitud inmediatamente atacó al dueño de la casa de baños, pero Severo interviniendo nuevamente, protegiendo al hombre para que no sufriera ningún daño.